# Resolució 438 del Consell de Seguretat de les Nacions Unides
La Resolució 438 del Consell de Seguretat de les Nacions Unides, fou aprovada el 23 d'octubre de 1978 després de reafirmar les resolucions anteriors, es va considerar un informe del Secretari General de les Nacions Unides sobre la Força d'Emergència de les Nacions Unides i va prendre nota de les discussions que va tenir el secretari general amb totes les parts interessades en la Orient Pròxim situació.
El Consell va expressar la seva preocupació per la contínua tensió a la zona i va decidir:
(a) Renovar el mandat de la Força de les Nacions Unides d'Observació de la Separació durant un any més, fins al 24 de juliol de 1979;
(b) Demanar al Secretari General que mantingui el Consell de Seguretat per publicar un informe sobre els progressos realitzats al final d'aquest període;
(c) Exhortar a totes les parts a que implementin immediatament resolucions 338 (1973).
La resolució va ser aprovada per 12 vots a cap; Txecoslovàquia i la Unió Soviètica es van abstenir de votar. La República Popular de la Xina no va participar en la votació.